# Вулиця Князя Вітовта (Київ)
Ву́лиця Князя Вітовта — вулиця в Голосіївському районі міста Києва, місцевість Віта-Литовська. Пролягає від вулиці Бориса Тена до вулиці Академіка Заболотного.

## Історія
Вулиця виникла у 2010-х роках під проєктною назвою Проектна 12996. Сучасна назва на честь Великого князя Литовського Вітовта — з 2017 року.